# اعتداء توتنهام
اعتداء توتنهام هي حادثة جرت في 23 يناير 1909 في توتنهام، شمال لندن، بدأت بعملية سطو مسلح قام بها هلفيلد وجايكوب ليبيدوس - وهما مهاجران يهوديان من لاتفيا - لسرقة سيارة رواتب عمال مصنع المطاط شنورمان، أدت لمطاردة لمدة ساعتين بين الشرطة والمجرمين المسلحين على مسافة 6 ميل (10 كـم)، وأطلق اللصوص ما يقدر بـ 400 طلقة ذخيرة. قُتِل اثنان وأصيب آخرون بجروح خطيرة، من بينهم سبعة رجال شرطة. وانتحر اللصان في نهاية المطاردة.
كان هلفيلد وليبيدوس عضوين في الحزب الاشتراكي اللاتفي المسؤول عن تهريب الأدب الثوري إلى روسيا. وكان الاثنان يعيشان مع بولس شقيق ليبيدوس في باريس عام 1907. لكن قُتل بولس في انفجار سابق لأوانه لقنبلة كان يحملها لاغتيال رئيس فرنسا أرمان فاليير، ففر الاثنان من فرنسا إلى شمال لندن، حيث أصبحا عضوين في مجموعة صغيرة من الثوريين اللاتفيين لبعض الوقت قبل السطو، وعمل هلفيلد في مصنع شنورمان.
قُتل في الحادثة ويليام تايلر وهو أحد رجال الشرطة ورالف جوسلين، صبي يبلغ من العمر عشر سنوات. بعد الحادثة أنشأت الحكومة «ميدالية الملكة للشرطة» تقديرًا لشجاعة الشرطة خلال المطاردة، وقد مُنِحت للعديد من المشاركين في المطاردة، وحضر جنازة الضحيتين حشد يصل إلى نصف مليون مشيع، بما في ذلك 2000 رجل شرطة؛ وأدى الحدث إلى تفاقم الشعور السيئ تجاه المهاجرين في لندن، وكانت معظم التغطيات الصحفية معادية للسامية بطبيعتها. مما أثر على الشعور العام بعد عمل إجرامي آخر من قبل المهاجرين اللاتفيين في ديسمبر 1910 جرى التخطيط من خلاله لسرقة متجر مجوهرات في هاوندزديتش في حي المدينة بلندن على يد عصابة من المهاجرين اللاتفيين؛ مما أسفر عن مقتل ثلاثة رجال من الشرطة وإصابة اثنين آخرين ووفاة جورج جاردستين زعيم عصابة اللاتفيين. وبلغ الأمر ذروته في حصار شارع سيدني، حيث قتل ثلاثة رجال من الشرطة أيضًا.

## خلفية

### الهجرة والديموغرافيا في لندن

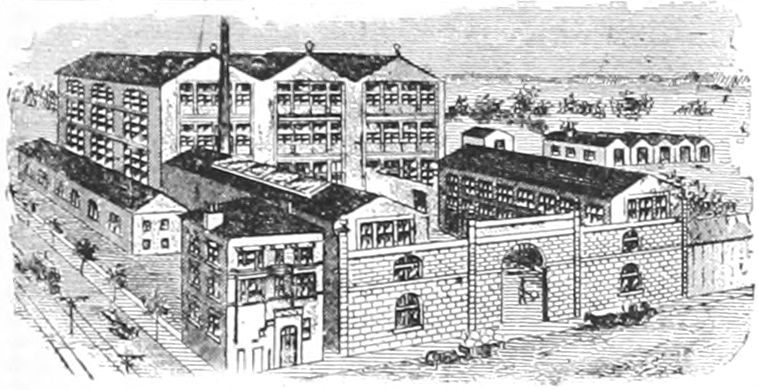
مصنع شنورمان للمطاط: مسرح السرقة

في القرن التاسع عشر، كانت الإمبراطورية الروسية، بما في ذلك لاتفيا، موطنًا لحوالي خمسة ملايين يهودي، حيث احتوت على أكبر جالية يهودية في العالم في ذلك الوقت. فبعد تعرض اليهود للاضطهاد الديني والمذابح العنيفة، هاجر الكثيرون، وبين عامي 1875 و1914 وصل منهم حوالي 120.000 إلى المملكة المتحدة، معظمهم في إنجلترا. ووصل التدفق ذروته في أواخر تسعينيات القرن التاسع عشر عندما استقرت أعداد كبيرة من المهاجرين اليهود (معظمهم فقراء بدون حرفة) في الطرف الشرقي من لندن. كان تركيز اليهود في بعض مناطق لندن حوالي 100 % من السكان. وبسبب تدفق الروس إلى جزء واحد من توتنهام في شمال لندن، اكتسبت المنطقة لقب روسيا الصغيرة.
كان بعض المغتربين ثوريين، ولم يتمكن الكثير منهم من التكيف مع الحياة في لندن. كتب المؤرخ الاجتماعي وليام ج. فيشمان قائلًا: «تقبَّل المجتمع اللاسلطويين المجانين تقريبًا كجزء من المشهد العام في الطرف الشرقي من لندن». وقد حدث خلط مصطلحي «الاشتراكية» و«اللاسلطوية» من قبل الصحافة البريطانية للإشارة بشكل عام إلى أولئك الذين يتبعون معتقدات ثورية.
نشطت عدة فصائل ثورية في شرق وشمال لندن. واتبعوا تكتيكًا غالبًا ما استخدمته الجماعات الثورية في روسيا ألا وهو مصادرة الملكية الخاصة أو سرقتها لتمويل الأنشطة المتطرفة. وأدى تدفق المهاجرين إلى ارتفاع معدلات جرائم العنف ومخاوف واسعة النطاق وتغطية صحفية. لذا أصدرت الحكومة البريطانية قانون الأجانب لعام 1905 في محاولة للحد من الهجرة. عكست الصحافة الشعبية آراء الرأي العام؛ ودعم مقال افتتاحي في صحيفة مانشستر إيفنينغ كرونيكل مشروع قانون لما أسمته «حظر الأجنبي القذر المريض القاتل المجرم الذي فرض نفسه على أرضنا». يرى الصحفي روبرت ويندر في فحصه للهجرة إلى بريطانيا أن القانون «أعطى وازع رسمي على ردود فعل كراهية الأجانب التي قد تكون ظلت خامدة».

### المجرمون
بول هلفيلد (يُطلق عليه أيضًا هيفيلد)، كان عمره 21 عامًا سنة 1909، وجايكوب ليبيدوس (الذي يُشار إليه أيضًا باسم لابيدوس)، الذي كان عمره 25 عامًا في نفس العام، كانا مهاجرين يهودين لاتفيين. وكانا أعضاء في الحزب الاشتراكي اللاتفي، وعلى الرغم من أنهما لم يشغلا مناصب المسؤولية، فقد قاما بتهريب الأدب الثوري إلى روسيا لأجل الحزب. عاشا في باريس عام 1907، في بيت بول شقيق ليبيدوس. وُصف جاكوب في صحيفة التايمز بأنه «عضو في عائلة ثورية روسية سيئة السمعة». في 1 مايو 1907 قُتل بول ليبيدوس عندما انفجرت قنبلة قبل أوانها كان يحملها لاغتيال أرمان فالير رئيس فرنسا. هرب ليبيدوس وهلفيلد من البلاد وعاشا في اسكتلندا لمدة عام، قبل الانتقال إلى توتنهام.
انضم كلا الرجلين إلى مجموعة صغيرة من الثوريين اللاتفيين في شمال لندن. وفقًا لأعضاء آخرين في المجموعة، كان لديهما سجلات إجرامية وانضموا كغطاء لعمليات السطو التي قاموا بها. كان ليبيدوس يعمل لفترة وجيزة في مصنع للأثاث، بينما عمل هلفيلد في مصنع شنورمان للمطاط في توتنهام. رفض هيلفيلد ذكر اسمه عندما انضم إلى الشركة، لذلك تم إدراجه في قوائم الوقت على أنه «فيل» في إشارة إلى حجمه. يقع المصنع عند زاوية طريق توتنهام السريع وطريق تشيسنوت، ويقع مقابل مركز شرطة توتنهام، الذي كان تحت سيطرة شرطة العاصمة.
اشتبه المحققون بفرع الشرطة الخاص في شخص آخر بتنظيم عملية السطو، وهو الثوري الروسي كريستيان سالنيش. والذي غالبًا ما كان يُدعى «جايكوب فوجل»، وهو ناشط ثوري منذ عامه الـ 13. شارك في ثورة 1905 الروسية وبعد ذلك ساعد في بناء مجموعات مقاومة في دول البلطيق وسانت بطرسبرغ، ثم عاصمة الإمبراطورية الروسية. اشتبه فرع الشرطة الخاص في وجود دافع سياسي في الجريمة على أساس تورط سالينش، ولكن مع وفاة كل من هلفيلد وليبيدوس أثناء المطاردة، لم يُحدَّد الدافع للجريمة أبدًا.

## السرقة والمطاردة

### سرقة الأجور
في 23 يناير 1909 انتظر هلفيلد وليبيدوس خارج مصنع شنورمان؛ لعلمهم بنقل أجور العمال في ذلك الوقت من كل أسبوع، حيث يقود سائق المصنع جوزيف ويلسون سيارته إلى أحد البنوك القريبة من حي هكني في لندن مع ألبرت كيورث - صبي يبلغ من العمر 17 عامًا -. وفي ذلك اليوم أخذوا من البنك أجور الأسبوع التي كانت قيمتها 80 جنيه إسترليني من الذهب والفضة والنحاسيات، وعادوا إلى المصنع. وصلوا في حدود الساعة 10:30 صباحًا. توقفت السيارة للسماح للصبي - الذي يحمل حقيبة المال - بفتح البوابات؛ وعندها أمسك ليبيدوس بالصبي وحاول أخذ الحقيبة منه، لكن الصبي تمكن من صده. وأوقف ويلسون السيارة وجاء لمساعدة الصبي. وأثناء تقاتل الثلاثي، سقط ويلسون على الأرض وتمكن ليبيدوس من أخذ الحقيبة. وسرعان ما انضم هلفيلد للقتال، وسحب مسدسه - براونينغ عيار 0.32 - وأطلق النار عدة مرات على ويلسون. أصابت الطلقات معطف ويلسون؛ اخترقت أحدها ثيابه وأصابته في بطنه. وذكر تقرير الشرطة أنه «نجا من الإصابة بمعجزة غير قابلة للتفسير».

### المطاردة
سمع اثنان من ضباط الشرطة «تايلر ونيومان» في مركز شرطة قريب الطلقات النارية، فتركوا المركز وقاموا بمطاردة اللصين في طريق شيسنوت. في جزء من الطريق، تدخل أحد المارة وهو جورج سميث، وأسقط ليبيدوس على الأرض. وبينما كانا يتصارعان، أطلق هلفيلد النار على سميث أربع مرات؛ مرت طلقتان من خلال قبعة على رأسه (أحدهما كشط فروة رأسه)، وضربته أخرى في عظمة الترقوة فيما لم تصبه الرابعة بتاتا. بينما كان المسلحان يركضان في الشارع، انضم أفراد آخرون من الناس إلى المطاردة على الأقدام، ومن بينهم رجال شرطة خارج أوقات عملهم (لم يكن أي منهم يحمل أسلحة نارية)، واستولى بعضهم على دراجات من المارة. كما تمكن أحد رجال الشرطة من الرد على إطلاق النار بمسدس اقترضه من أحد المارة. وانضمت سيارة المصنع التي يقودها ويلسون إلى المطاردة، وأوقفها ليركب ضابط الشرطة نيومان قبل استئناف المطاردة مجددا. بينما كان تايلر يركض إلى جانب السيارة.
عندما اقتربت السيارة منهم، استدار المجرمان وقاما بإطلاق النار. كَسرت إحدى الطلقات ماسورة المياه في السيارة، وعطلتها. كما تلقى ويلسون جرحًا طفيفًا في الرقبة، وتضرر خد وأذن نيومان برصاصة واحدة. وكان أفراد من المارة أثناء ذلك يحاولون التستر والاختباء، لكن أحدهم - رالف جوسلين، صبي يبلغ من العمر عشر سنوات - أصيب بطلقة في الصدر، فنقله شخص إلى المستشفى على دراجة، ولكن أُعلن عن وفاته عند وصوله. واصل المسلحون هروبهم واتجهوا نحو توتنهام مارشيس (هور). أخذ ضابطا الشرطة تايلر ونيومان طريقا مختصرا، وواجها الرجلين بالقرب من مكان ترميد النفايات. اقترب تايلر من اللصان، وعندما كان على بعد 9 يارد (8.2 م)، سُمع وهو يقول «هيا، استسلموا، انتهت اللعبة»، فاستهدفه هيلفلد وأطلق النار عليه ليصيبه بالرأس. هرب المجرمان مجددا، بينمان نُقِلَ تايلر إلى منزل قريب واُستدعت سيارة إسعاف ليُنقل إلى مستشفى توتنهام، حيث توفي بعد خمس دقائق من وصوله.

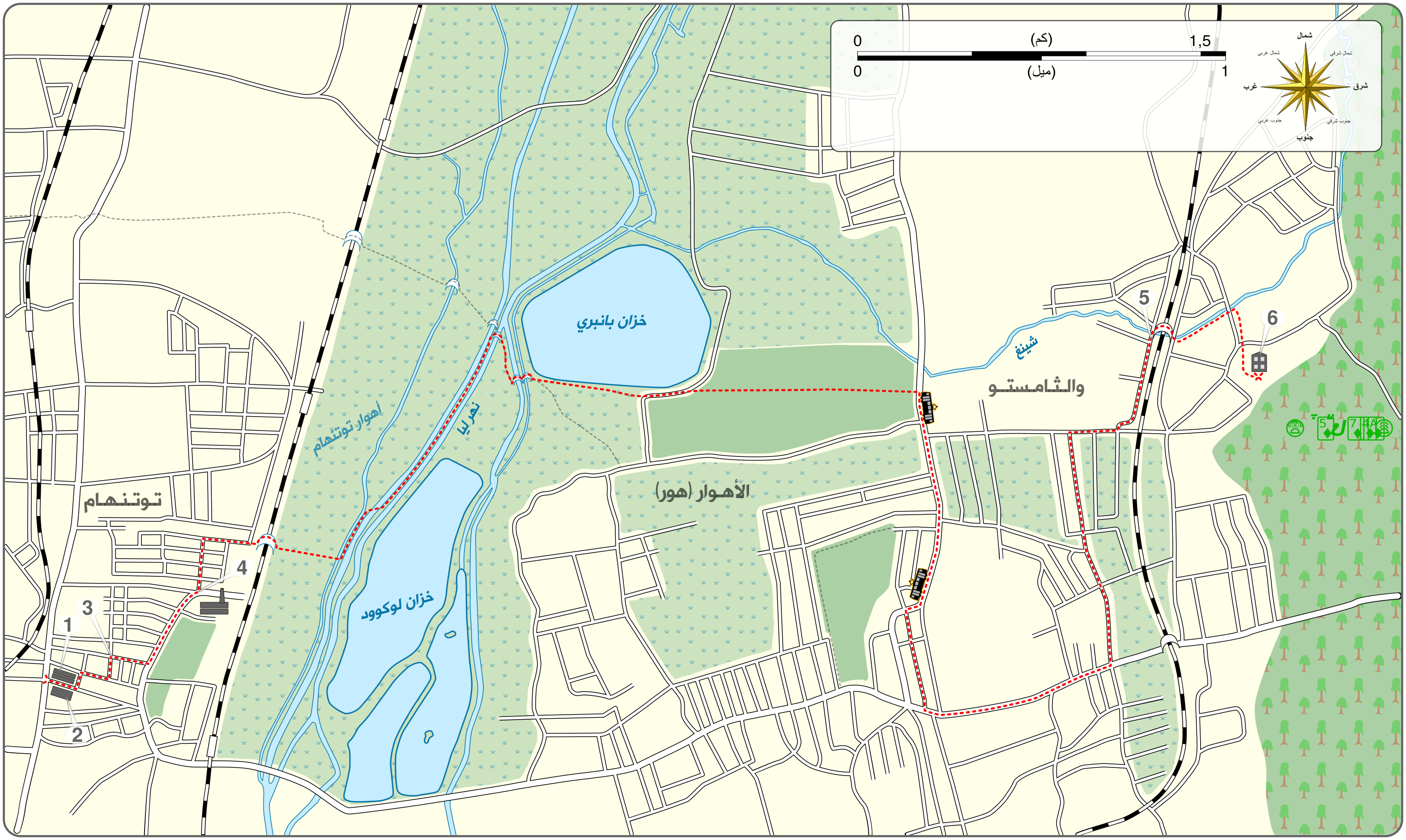
طريق المطاردة ، تظهر:
1.	مصنع المطاط شنورمان.
2.	مركز شرطة توتنهام.
3.	حيث قتل رالف جوسلين.
4.	حيث قُتِل ضابط الشرطة تايلر.
5.	حيث أطلق هلفيلد النار على نفسه.
6.	حيث انتحر ليبيدوس.

عبَر هلفيلد وليبيدوس خط السكة الحديد القريب واتبعوا الضفة الغربية لنهر ليا حتى عبروه. حيث كانوا قادرين على صد الحشد من الناس في الجسر. قام صائدو البط بإطلاق النار على الأهوار مستعملين بنادقهم للرد على إطلاق الرصاص وعندما انتقل المجرمان من الجسر، انضم لاعبو كرة القدم المحليون إلى المطاردة. ركض هلفيلد وليبيدوس على طول الضفة الغربية لقناة لي للملاحة. وتبعهم عمال محليون على الضفة المقابلة في محاولة لقطع الطريق، لكن أصيب العديد منهم عندما أطلق الرجلان النار عليهم. عبر اللصان القناة عند هويس ستونبريدج، ثم عبروا جسرًا آخر وتصدوا مرة أخرى لحشد المطاردة من حاجز الجسر. أثناء ذلك اقترض ضابط الشرطة نيكود، مسدسا من أحد المارة وشق طريقه عبر الأشجار المنخفضة حتى اقترب بما يكفي لإطلاق النار، لكن البندقية كانت معيبة. فتفطن له هيلفلد وليبيدوس، اللذان أطلقا النار عليه، فأصابوه في ربلة الساق والفخذ.
واصل هلفيلد وليبيدوس رحلتهما على طول الجانب الجنوبي من خزان بانبوري. وعندما عبروا منطقة من الأرض المفتوحة، احتموا وراء كومة قش وصدوا المطاردين الذين بلغ عددهم حوالي 20 في هذه المرحلة. ثم ركض الاثنان حتى وصلوا إلى طريق شينغفورد، أين استقلوا الترام رقم 9. هرب العديد من الركاب، وصعد السائق الذي رأى الرجال المسلحين على الدرج الأمامي للعربة واختبأ في الطابق العلوي. هدد ليبيدوس القائد بمسدس وأمره بالقيادة، وعلى الرغم من أنه لم يسبق له قيادة الترام، إلا أنه تمكن من تحريكه. بقي ليبيدوس مع مسدسه الموجه صوب القائد، بينما أطلق هلفيلد النار على المطاردين خلفهم. استولى أحد أفراد الشرطة المسلحين على حصان وعربة، وحاول الاقتراب بما يكفي لتسديد طلقة مباشرة، لكن هيلفيلد أطلق النار على الحصان فانقلبت العربة. قفز المجرمان من الترام بالقرب من عربة حليب تجرها الخيول، وأطلقوا النار على السائق وقاموا بسرقة عربته ثم هربوا في اتجاه غابة ايبينغ.
انقلبت عربة الحليب عندما حاول الرجلان الانعطاف بسرعة كبيرة. وكان بالجوار فتى بقالة فقاموا بتهديده قبل سرقة عربة التوصيل الخاصة به التي قادها ليبيدوس بينما جلس هلفيلد في الخلف لإطلاق النار على المطاردين. استولى شرطي على سيارة وواصل مع زميله المسلح مطاردتهم. لم تكن العربة ذات سرعة كبيرة لأن فرامل أحد العجلات كانت لا تزال مشدودة وهذا ما لم يعلمه ليبيدوس. سرعان ما أُنهكت قوة الحصان، فهجره الرجلان، وأقلعا سيرا على الأقدام على طول ضفة نهر تشينغ. كان يحد ممر المشاة بالنهر سياج ارتفاعه 6 قدم (1.8 م)، وكلما تقدموا كلما ضاق أكثر، إلى حد أنه لم يعد بالإمكان تجاوزه. في تلك اللحظة كان الأوان قد فات ليعودا أدراجهما فقررا صعود السياج. تمكن ليبيدوس من تحقيق ذلك، ولكن هلفيلد، المنهك من المطاردة، لم يتمكن من التسلق. وعندما حاصرته الشرطة، صرخ على ليبيدوس لينقذ نفسه ثم وضع البندقية على رأسه وأطلق النار على نفسه. دخلت الرصاصة الرأس نصف بوصة فوق العين اليمنى وخرجت من خلال الجبين على الجانب الآخر. قامت الشرطة بنزع سلاحه قبل أن يتمكن من إطلاق النار مرة أخرى. ثم نُقِل إلى مستشفى توتنهام وهو يكافح للبقاء حيًّا.

### كوخ السنديان

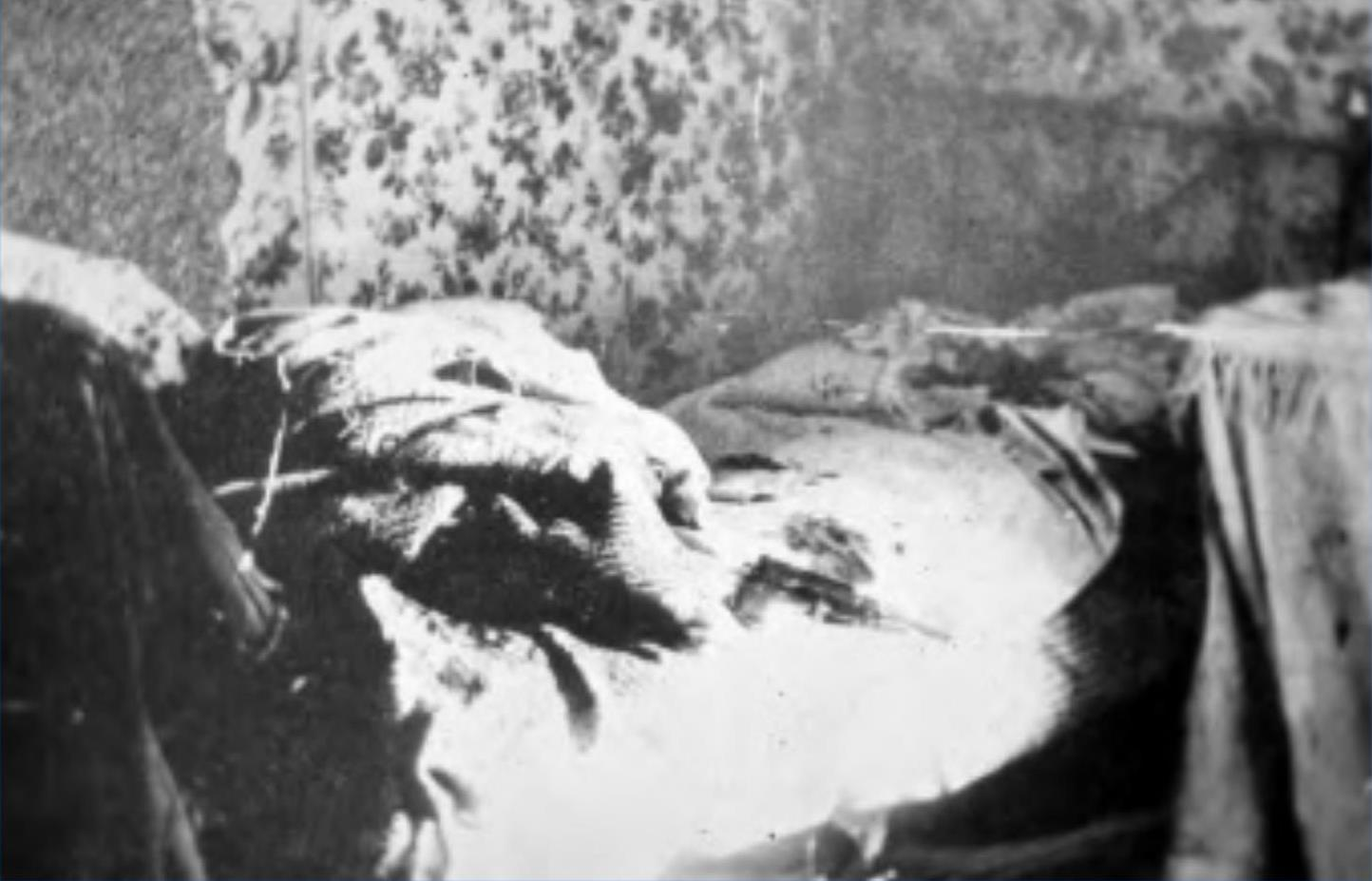
السرير الذي انتحر عليه ليبيدوس

واصل ليبيدوس رحلته إلى هايل إند، والثامستو. عبر خط السكة الحديد المجاور ولجأ إلى كوخ مصنوع من السنديان، وهو منزل صغير مع غرفتين رئيسيتين في الطابق الأرضي وغرفتي نوم في الطابق العلوي حيث كانت السيدة رولستون وأطفالها موجودين. كانت السيدة رولستون عند البوابة الأمامية للمنزل، بعد أن غادرته عند سماع صفارات الشرطة، وعندها دخل ليبيدوس المنزل خلفها وأغلق الباب. وعندما رأته من خلال النافذة - محبوسا مع أطفالها - صرخت، الأمر الذي جذب انتباه الشرطة.
صعد ليبيدوس إلى الطابق العلوي، واقتحم ضابط الشرطة ديهورست المنزل من خلال نافذة من الطابق السفلي ليخرج الأطفال من المنزل. استعار ضابط الشرطة تشارلز إيغلز بندقية من أحد المارة وتسلق سلمًا في الجزء الخلفي من المنزل، حيث كان في وضع يمكنه من إطلاق النار على ليبيدوس، لكنه لم يفهم كيفية فتح ماسك الأمان للبندقية، ففشلت البندقية في إطلاق النار. نزل إيغلز ودخل المنزل مع زملائه ضابط الشرطة جون كارتر ومحقق الشرطة تشارلز ديكسون. لاحظ الثلاثي بصمات يد بلون السناج على الحائط، حيث حاول ليبيدوس الإختباء في المدخنة. وباستخدام بندقية بسبطانتين (ذات طلقتين)، أطلق ديكسون النار من خلال باب غرفة النوم التي دخلها ليبيدوس، في حين أطلق كارتر وإيغلز النار من مسدسات، ثم دخل الثلاثة جميعهم الغرفة. أطلق كل من ايغلز وديكسون النار أثناء دخولهما، بينما أطلق ليبيدوس النار على رأسه بعد أن وضع كفنا فوق رأسه. سحبته الشرطة إلى الخارج، حيث توفي بعد بضع دقائق.
استمرت الواقعة أكثر من ساعتين وغطت مسافة 6 ميل (10 كـم)؛ أطلق خلالها كل من هلفيلد وليبيدوس ما يقدر بـ 400 طلقة ذخيرة. أبلغت السلطات عن 23 إصابة، اثنان منهم قتلوا والبقية في حالة حرجة، ومن بين المصابين سبعة من رجال الشرطة. لم يتمكنوا من استرداد الجزء الأكبر من الأموال المسروقة، باستثناء كيس من العملات الفضية بقيمة 5 جنيهات أسترلينية عُثر عليه لدى ليبيدوس.

## ما بعد الحادثة

### التحقيقات

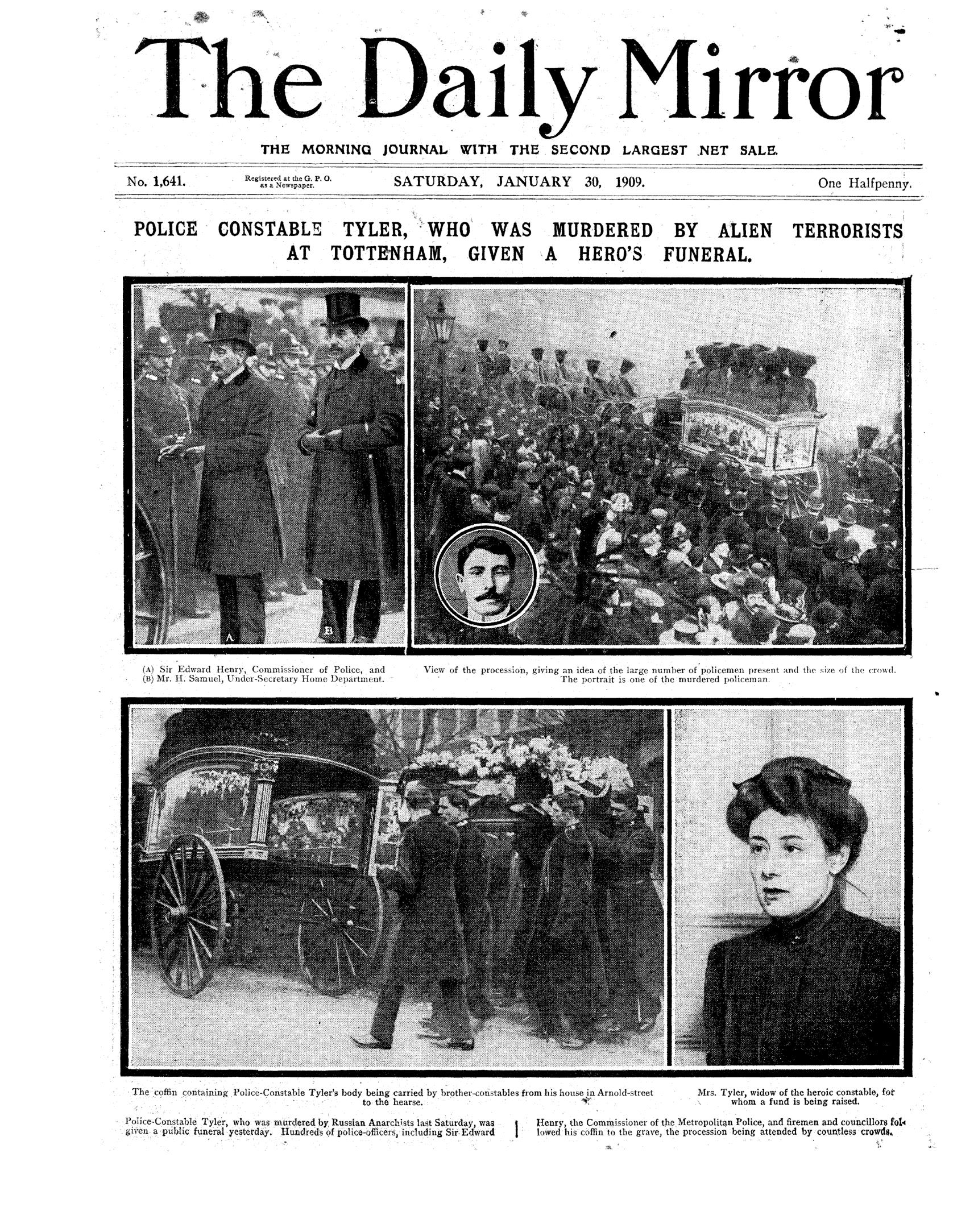
في الصفحة الأولى من صحيفة ديلي ميرور، صور لجنازة ضابط الشرطة تايلر

فتحت النيابة تحقيقين في 26 يناير 1909، أحدهما بشأن ليبيدوس في والثمستو، والثاني بشأن ضابط الشرطة تايلر والطفل رالف جوسلين البالغ من العمر 10 سنوات في توتنهام. وصف محقق الوفيات في تحقيق واثمستو ليبيدوس بأنه «عميل سري ثوري»، وقال أن القانون يجب أن يتغير لمنع دخول هذه العناصر الإجرامية إلى بريطانيا. وكان يعتقد بأن الشرطي كونستابل إيغلز هو مطلق الرصاصة التي قتلت ليبيدوس، إلا أن الرصاصة المستخرجة من رأس الرجل القتيل أشارت إلى خلاف ذلك. وقالت هيئة المحلفين أنه مات منتحرًا.
استمع المحققون في توتنهام إلى الأدلة على مدار اليوم وأُجِّل الاستماع للأسبوع التالي. ثم صدر الحكم، بالقتل العمد ضد هلفيلد في قضية مقتل ضابط الشرطة تايلر. وقررت هيئة المحلفين إدانة هلفيلد وليبيدوس في قضية مقتل الطفل جوسلين.

### جنازة الضحايا
نُظمت جنازة جوسلين وتايلر المشتركة في 29 يناير 1909، حضرها السير إدوارد هنري مفوض الشرطة، وهربرت صموئيل وكيل وزارة الخارجية. مر الموكب على طول طريق بطول ميلين ونصف (أربعة كيلومترات) يصطف به 2000 ضابط شرطة وحشد كبير، يقدر بحوالي نصف مليون مشيع. تضمن الموكب الطويل الخيول البيضاء التي حملت نعش جوسلين والخيول السوداء التي حملت نعش تايلر؛ كل منها كان ملفوفًا بعلم الاتحاد. ورافقهم رجال شرطة وفرقة الشرطة ورجال من فرقة الإطفاء المحلية ووحدة من مدفعية الحامية الملكية وموظفي الترام. وأُطلق وابل من الرصاص في الهواء في نهاية مراسم الجنازة. ثم دفن الاثنان بالقرب من بعضهما البعض في مقبرة متنزه أبني.

### ليبيدوس وهلفيلد
دفن ليبيدوس في نفس اليوم مع جوسلين وتايلر في أرض غير مخصصة في مقبرة والتهامستو بمراسم خالية من المشيعين.، ووُضِعت حراسة مسلحة حول مستشفى توتنهام لمنع هروب هيلفيلد. وعلى الرغم من أن جراحه بدأت في الشفاء، إلا أنه أصيب بالتهاب السحايا. وأُجريت له جراحة في 9 فبراير لإزالة قطع من العظم تضغط على الجُرح. تفاقم التهاب السحايا وتوفي في 12 فبراير. نطق قبل وفاته بكلمات قال فيها: «والدتي في ريغا». سُجَّل في التحقيق كمنتحر، ودُفن في منطقة غير مخصصة في مقبرة بالقرب من مستشفى توتنهام.

## الأثر في الثقافة الشعبية
توفي والد رالف جوسلين بعد وقت قصير من مقتل ابنه، واحتفظت والدة الصبي بالأحذية التي كان ابنها يرتديها في يوم مقتله. وبناءً على رغباتها، دفنت معها عندما توفيت عام 1953.حصلت أرملة ضابط الشرطة تايلر على مبلغ 1055 جنيهًا أسترلينيًا، بالإضافة إلى معاشها كأرملة البالغ 15 جنيهًا أسترلينيًا في السنة. تزوجت فيما بعد من ضابط الشرطة ويليامز (المتوفي في عام 1925) والذي كان من بين المشاركين في المطاردة. عند وفاتها، دُفع المبلغ الذي جُمِع لها إلى صندوق دار أيتام شرطة متروبوليتان ومدينة لندن.
بعد الحادثة أنشأت «ميدالية الملكة للشرطة» بموجب أمر ملكي، بتاريخ 7 يوليو 1909، للاعتراف بشجاعة الضباط الذين طاردوا ليبيدوس وهلفيلد. ايغلز، كارتر وديكسون، الضباط الثلاثة الذين اقتحموا الكوخ للقبض على ليبيدوس، كانوا من بين أول المستفيدين الذين أُعلن عنهم في 9 نوفمبر من نفس السنة. وكان الثلاثة أيضًا ضمن خمسة ضباط حصلوا على ترقيات إلى رتبة رقيب بدون الحاجة إلى الاختبار المعتاد (مع الضابطان نيكود وديهورست). كما رُفعت رواتب اثنين آخرين إلى أعلى مستوى. ومنح صندوق مكافآت محكمة الصلح بشارع باو جوائز مالية لسبعة من المشاركين.
في نوفمبر 1909 حصل ضابط الشرطة تايلر على نصب تذكاري فوق قبره، حيث تكفل أفراد شرطة العاصمة بدفع 200 جنيه استرليني كتبرع لذلك. في 24 مارس 1997 عُيِّنَ النصب التذكاري على كهيكل مدرج من الدرجة الثانية من قبل الهيئة العامة غير الإدارية للتراث الإنجليزي. ونُحِت صليب في الجدار حيث أصيب ضابط الشرطة تايلر، وعُلِّقت لوحة عن ذكراه في مركز شرطة توتنهام. كما وُضعت لوحة زرقاء (لوحة دائمة مثبتة في مكان عام) في ذكرى جوسلين في كنيسة الراعي الصالح، بتوتنهام، وواحدة أخرى تشير إلى نهاية المطاردة في الموقع التقريبي للكوخ (لم يعد له وجود).
بعد الأحداث التي وقعت في توتنهام، أنشأ السير إدوارد هنري مجلسًا لفحص مطالب التعويض المقدمة من أفراد الحشد الذين شهدوا المطاردة. كما صدرت تعليمات إلى المجلس بفحص ما إذا كان السلاح الناري الذي تستخدمه الشرطة (مسدس ويبلي .450) مناسبًا، وما إذا كان قد صدرت أعداد كافية. فكانت التوصية باستبدال مسدس ويبلي بمسدس كولت أوتوماتيكي، لكن لم يحصل ذلك التغيير. كان القرار اللاحق لسلاح ناري من صنع بريطاني، مسدس نصف آلي ويبلي/سكوت (Maschinenpistole) عيار 32. لكن لم تُنفذ هذه التغييرات حتى حلول نهاية ديسمبر 1910، عندما قامت مجموعة من الثوريين اللاتفيين بمحاولة اقتحام متجر مجوهرات، مما أدى إلى حصار شارع سيدني. وقد أدى ذلك الحدث إلى مقتل ثلاثة من رجال الشرطة، وإصابة اثنين آخرين، ومعركة نارية شملت الجيش الذي نُشر في لندن. فقرر المجلس القيام بمراجعة أخرى بعد جرائم القتل في شارع سيدني، وأسفرت القرارات عن استبدال شرطة العاصمة لمسدس ويبلي الدوار بمسدس نصف آلي من طراز ويبلي/سكوت (Maschinenpistole) عيار 32 في عام 1911، كما تبنت شرطة مدينة لندن نفس السلاح عام 1912.
أعيد تمثيل أحداث اعتداء توتنهام في الفيلم الصامت دكتور بريان بيلي والإرسال السري (1912) (بالإنجليزية: Doctor Brian Pellie and the Secret Despatch (1912))‏. الذي يشكل إعادة تصور للأحداث، بيد أنها كانت خيالية للغاية وكانت قصة فرعية في رواية (بالإنجليزية: 2014 The Tottenham Outrage)‏ بقلم ماثيو بايليس.
على الرغم من وجود بعض الارتباك الأولي حول خلفيات هلفيلد وليبيدوس حيث ذكرت صحيفة النجم اللندنية أنهما إيطاليان، فقد أدت حادثة الرجلين إلى فتح الجدال حول ضبط الهجرة. في أوائل فبراير 1909، دافع وزير الداخلية الليبرالي هربرت جلادستون عن سجل حكومة أسكويث في الهجرة، مشيرًا إلى عدد المعارضين الأجانب الذين طردوا من بريطانيا بسبب نشاط إجرامي.

 وذكرت الصحافة الشعبية القضية على نطاق واسع، حيث ركزت بعض الصحف، ولا سيما صحيفة ديلي ميل، على مهاجمة قانون الأجانب لعام 1905، متهمين إياه بأنه منفتح جداً ويسهل دخول البلاد. بينما في الجانب الآخر، صحيفة Le Retif الأناركية الفرنسية ذكرت هلفيلد وليبيدوس بوصفهما بـ «رفاقنا الجريئين» الذين «تعرضوا للهجوم» مما أطلقوا عليه «المواطنون، المؤمنون بالدولة والسلطة». تأثر التعامل مع المهاجرين بالغضب الحاصل، فوفقًا لخدمة شرطة العاصمة؛ «استفز ذلك بعضا من معادي السامية»، مما أثر على الرأي العام بعد ذلك بعامين في حصار شارع سيدني. وفي ديسمبر 1909، خلال الأحداث التي أدت إلى الحصار، وصفت مقالة رئيسية في التايمز منطقة وايت تشابل بأنها: 
 تأوي بعض من أسوأ الفوضويين والمجرمين الأجانب الذين يبحثون عن شاطئنا المضياف. وهؤلاء هم الرجال الذين يستخدمون المسدس والسكين. تذكر القضية الحالية حتمًا الغضب الاستثنائي والقاتل الذي حدث في توتنهام قبل أقل من عامين. 

## الهوامش
1. ↑  80 جنيه إسترليني في عام 1909 يساوي حوالي 8٬200 جنيه إسترليني في 2025، حسب مؤشر التضخم في المملكة المتحدة.[21]
2. ↑  كان ليبيدوس أيضًا يحمل سلاحًا، وهو مسدس بيرغمان ذاتي التحميل عيار 6.54مم من طراز سنة 1894.[22]
3. ↑  يقول دونالد رومبيلو، في تاريخه للحدث، أن الطلقة مرت عبر الرقبة. يقول الشهود في التحقيق إن الرضوض النافذة كانت على مؤخرة الرأس.[25][24]
4. ↑  كان ضابط الشرطة تايلر يبلغ من العمر 31 عامًا في ذلك الوقت. لقد كان شرطيًا منذ عام 1903 ووصفه أحد رؤسائه بأنه "رجل مثالي". قبل انضمامه إلى الشرطة، كان مدفعيًا مع المدفعية الملكية للحامية لمدة عشر سنوات وكان لديه مرجع شخصي ممتاز عندما غادر الجيش. كان متزوجا لمدة عام. لم يكن لدى الزوجين أطفال.[24][26]
5. ↑  تم الإبلاغ عن ظهور ليبيدوس بوجه ملطخ بالدم في هذه المرحلة، والذي ربما كان نتيجة جروح من رصاص البنادق.[28]
6. ↑  كان حكم محكمة التحقيق في الوفيات: felo de se، وهو مصطلح لاتيني يعني "قتل الذات"؛ وهو مصطلح قانوني قديم يعني الانتحار.[29]
7. ↑  اختلفت تقديرات الحضور في الصحافة. قالت جريدة الشرطة المصورة أن هناك "أكثر بكثير من 100000 مشيع"،[31] في حين ذكرت صحيفة ذا ديلي ميرور أنهم كانوا 500.000 مشيع.[32]
8. ↑  يعادل 1.055 جنيهًا إسترلينيًا في عام 1909 حوالي 100.000 جنيه إسترليني في عام 2017؛ تعادل 15 جنيهًا إسترلينيًا أقل بقليل من 1500 جنيه إسترليني خلال نفس التواريخ، وفقًا للحسابات المستندة إلى مقياس التضخم لمؤشر أسعار المستهلك بالمملكة المتحدة.[21]
9. ↑  بعد قانون شرطة العاصمة 1829 وقانون شرطة مدينة لندن 1839، قامت قوتان بتسيير العاصمة؛ شرطة العاصمة، الذين سيطروا على معظم العاصمة، وشرطة مدينة لندن، الذين كانوا مسؤولين عن إنفاذ القانون داخل حدود المدينة التاريخية.[39][40]
10. ↑  يعادل 200 جنيه إسترليني في عام 1909 أكثر من 19000 جنيه إسترليني في عام 2017، وفقًا للحسابات المستندة إلى مؤشر أسعار المستهلك (المملكة المتحدة)  للتضخم.[21]

### فهرس المراجع
1. ↑  The Tottenham Outrage by M H Baylis, book review: Streetwise murder tale for crime connoisseurs نسخة محفوظة 4 يوليو 2018 على موقع واي باك مشين.
2. 1 2 3  Glover 2012.
3. 1 2  Cohen, Humphries & Mynott 2002.
4. ↑  Russell & Lewis 1900.
5. ↑  Middlesex 1906.
6. ↑  Fishman 2004.
7. ↑  Porter 2011.
8. ↑  Palmer 2004.
9. ↑  Cesarani 2003.
10. ↑  Rogers 1981.
11. ↑  Winder 2005.
12. 1 2  Bloom 2013.
13. 1 2 3 4 5 6 7 8 9 10  Rumbelow 1988.
14. 1 2 3 4 5  Morgan 1909.
15. ↑  Wilson 2015.
16. 1 2  Honeycombe 2014.
17. 1 2 3 4 5 6  Waldren 2015.
18. ↑  "An outrage that appalled a nation", BBC News.
19. 1 2  Lock 1993.
20. ↑  "Tottenham Murders", The Manchester Guardian.
21. 1 2 3  UK Consumer Price Index Inflation Figures.
22. ↑  Waldren 2015، صفحة 2.
23. 1 2 3 4  "The Tottenham Outrage: The Inquests", The Times.
24. 1 2 3 4 5 6  "The Tottenham Outrage: Coroner's Inquest on One of the Assassins", The Manchester Guardian.
25. ↑  Rumbelow 1988، صفحة 17.
26. ↑  "Portraits and World's News", Illustrated London News.
27. 1 2  "Alien Desperadoes at Tottenham", The Illustrated Police News.
28. ↑  Waldren 2015، صفحة 7.
29. ↑  Waldren 2015، صفحة 8.
30. ↑  "The Tottenham Outrage: Verdict at the Inquest", The Times.
31. 1 2 3  "Imposing Funeral of London's Policeman Hero", The Illustrated Police Gazette.
32. 1 2  "London's Last Tribute to Hero", The Daily Mirror.
33. 1 2  "The Murdered Policeman: Public Funeral", The Manchester Guardian.
34. ↑  "The Tottenham Outrage: Funeral of Police Constable Tyler", The Times.
35. ↑  "The Tottenham Outrage: The Funeral of Jacob", The Times.
36. ↑  "The Tottenham Outrage: Burial", The Manchester Guardian.
37. ↑  "The Tottenham Outrage: Inquest on Paul Hefeld", The Manchester Guardian.
38. 1 2  "History of the Metropolitan Police", Metropolitan Police Service.
39. ↑  "Historical Organisation of the Met", Metropolitan Police Service.
40. ↑  "Information Leaflet Number 43; Records of City of London Police Officers", London Metropolitan Archives.
41. ↑  "No. 28269", ذا لندن غازيت.
42. ↑  "No. 28306", ذا لندن غازيت.
43. ↑  "Memorial to Police Hero", The Hackney and Kingsland Gazette.
44. ↑  "Monument to William Tyler in Abney Park Cemetery", Historic England.
45. ↑  Hagedorn 1989.
46. ↑  Gray 2009.
47. ↑  Pears 2011.
48. ↑  "Conservation areas", London Borough of Waltham Forest.
49. ↑  "The Siege of Sidney Street", Metropolitan Police Service.
50. ↑  Keily & Hoffbrand 2015.
51. ↑  "The Croydon film pioneers", Huntley Film Archives.
52. ↑  Scholes 2014.
53. ↑  "Mr Herbert Gladstone", The Manchester Guardian.
54. ↑  "The Police Murders in the City", The Times.

### معلومات المراجع

#### كتب ومجلات
- Bloom، Clive (2013). Victoria's Madmen: Revolution and Alienation. London: Palgrave Macmillan. ISBN:978-1-137-31897-8. مؤرشف من الأصل في 2020-04-16.
- Butler، Ralph (1919). The New Eastern Europe. London: Longmans, Green and Co. OCLC:459004564. مؤرشف من الأصل في 2022-05-27.
- Cohen، Steve؛ Humphries، Beth؛ Mynott، Ed (2002). From Immigration Controls to Welfare Controls. London: Routledge. ISBN:978-0-415-25083-2. مؤرشف من الأصل في 2020-04-16.
- Fishman، William J (2004). East End Jewish Radicals 1875–1914. Nottingham: Five Leaves Publications. ISBN:978-0-907123-45-3.
- Gould، Robert؛ Waldren، Michael (1986). London's Armed Police. London: Arms and Armour Press. ISBN:978-0-85368-880-8.
- Glover، David (2012). Literature, Immigration, and Diaspora in Fin-de-Siècle England: A Cultural History of the 1905 Aliens Act. Cambridge: Cambridge University Press. ISBN:978-1-139-53678-3. مؤرشف من الأصل في 2020-04-16.
- Honeycombe، Gordon (2014). Dark Secrets of the Black Museum. London: John Blake Publishing. ISBN:978-1-7821-9904-5. مؤرشف من الأصل في 2022-05-23.
- Keily، Jackie؛ Hoffbrand، Julia (2015). The Crime Museum Uncovered. London: IB Tauris. ISBN:978-1-78130-041-1.
- Lock، Joan (1993). Scotland Yard Casebook, the Making of the CID 1865–1935. London: Robert Hale. ISBN:978-0-7090-4660-8. مؤرشف من الأصل في 2022-05-23.
- Middlesex: Biographical and Pictorial. London: Allan North. 1906. OCLC:155719291. مؤرشف من الأصل في 2022-05-23.
- "No. 28269". The London Gazette. 9 يوليو 1909. ص. 5281–5282.

- "No. 28306". The London Gazette. 9 نوفمبر 1909. ص. 8243–8244.

- Palmer، Alan (2004). The East End: Four Centuries of London Life. London: John Murray. ISBN:978-0-7195-6640-0. مؤرشف من الأصل في 2022-06-25.
- Porter، Bernard (2011). "Piatkoff, Peter (fl. 1910)". Oxford Dictionary of National Biography. Oxford University Press. DOI:10.1093/ref:odnb/92479. مؤرشف من الأصل في 2020-04-16. اطلع عليه بتاريخ 2015-01-04.{{استشهاد بدورية محكمة}}:  صيانة الاستشهاد: ref duplicates default (link) (يتطلب وجود اشتراك أو عضوية في المكتبة العامة في المملكة المتحدة)
- Rogers، Colin (1981). The Battle of Stepney. London: R Hale. ISBN:978-0-7091-9146-9.
- Rumbelow، Donald (1988). The Houndsditch Murders and the Siege of Sidney Street. London: W H Allen. ISBN:978-0-491-03178-3.
- Russell، Charles؛ Lewis، H S (1900). The Jew in London. A Study of Racial Character and Present-Day Conditions. London: T Fisher Unwin. OCLC:162217108. مؤرشف من الأصل في 2022-05-23.
- Wilson، Ray (2015). Special Branch: A History: 1883–2006. London: Biteback Publishing. ISBN:978-1-84954-963-9. مؤرشف من الأصل في 2020-04-16.
- Winder، Robert (2005). Bloody Foreigners. London: Abacus. ISBN:978-0-349-11566-5.

#### مقالات أخبار
- "Alien Desperadoes at Tottenham". The Illustrated Police News. 30 يناير 1909. ص. 2.
- Cesarani، David (27 يونيو 2003). "Face Has Changed but Fear Remains". Times Higher Education. مؤرشف من الأصل في 2016-02-23.
- Gray، Charlotte (26 يناير 2009). "Tottenham Remembers Outrageous Deaths". Tottenham and Wood Green Independent. مؤرشف من الأصل في 2019-01-30.
- Hagedorn، Julia (31 يناير 1989). "Education Guardian: Death stalks the streets – Reliving history took on new meaning for children at a North London school recently". The Guardian. ص. 25.
- "Mr Herbert Gladstone: The Tottenham Outrage". The Manchester Guardian. 5 فبراير 1909. ص. 7.
- "Imposing Funeral of London's Policeman Hero". The Illustrated Police Gazette. 6 فبراير 1909. ص. 2.
- "London's Last Tribute to Hero". The Daily Mirror. 30 يناير 1909. ص. 3.
- Morgan، D. J. (26 يناير 1909). "The Shooting Outrage". The Times. ص. 7.
- "Memorial to Police Hero". The Hackney and Kingsland Gazette. 15 نوفمبر 1909. ص. 4.
- "The Murdered Policeman: Public Funeral". The Manchester Guardian. 30 يناير 1909. ص. 10.
- "An Outrage that Appalled a Nation". BBC News. 23 يناير 2009. مؤرشف من الأصل في 2009-02-15.
- Pears، Elizabeth (2 فبراير 2011). "Tottenham Outrage's young victim remembered". Tottenham and Wood Green Independent. مؤرشف من الأصل في 2017-12-01.
- "The Police Murders in the City". The Times. 19 ديسمبر 1910. ص. 11.
- "Portraits and World's News". Illustrated London News. 30 يناير 1909. ص. 148. مؤرشف من الأصل في 2022-05-23.
- Scholes، Lucy (31 يوليو 2014). "A streetwise murder tale for crime connoisseurs". The Independent. ص. 42.
- "Tottenham Murders: Jury and 'Continental Criminal Desperadoes'". The Manchester Guardian. 3 فبراير 1909. ص. 8.
- "The Tottenham Outrage: Burial". The Manchester Guardian. 19 فبراير 1909. ص. 10.
- "The Tottenham Outrage: Coroner's Inquest on One of the Assassins". The Manchester Guardian. 27 يناير 1909. ص. 4.
- "The Tottenham Outrage: The Funeral of Jacob". The Times. 30 يناير 1909. ص. 9.
- "The Tottenham Outrage: Funeral of Police Constable Tyler". The Times. 30 يناير 1909. ص. 9.
- "The Tottenham Outrage: Inquest on Paul Hefeld". The Manchester Guardian. 17 فبراير 1909. ص. 8.
- "The Tottenham Outrage: The Inquests". The Times. 27 يناير 1909. ص. 4.
- "The Tottenham Outrage: Verdict at the Inquest". The Times. 3 فبراير 1909. ص. 4.

#### مواقع
- "Conservation areas". London Borough of Waltham Forest. مؤرشف من الأصل في 2017-12-01. اطلع عليه بتاريخ 2017-11-18.
- "The Croydon film pioneers". Huntley Film Archives. مؤرشف من الأصل في 2017-12-01. اطلع عليه بتاريخ 2017-11-18.
- "Historical Organisation of the Met". Metropolitan Police Service. مؤرشف من الأصل في 2016-02-23. اطلع عليه بتاريخ 2016-01-15.
- "History of the Metropolitan Police". Metropolitan Police Service. مؤرشف من الأصل في 2012-06-20. اطلع عليه بتاريخ 2017-11-01.
- "Information Leaflet Number 43; Records of City of London Police Officers" (PDF). London Metropolitan Archives. مؤرشف من الأصل (pdf) في 2016-02-23. اطلع عليه بتاريخ 2016-01-15.
- "Monument to William Tyler in Abney Park Cemetery". Historic England. مؤرشف من الأصل في 2017-12-15. اطلع عليه بتاريخ 2017-11-20.
- "The Siege of Sidney Street". Metropolitan Police Service. مؤرشف من الأصل في 2016-02-23. اطلع عليه بتاريخ 2016-01-05.
- UK Consumer Price Index inflation figures are based on data from Clark, Gregory (2017). "The Annual RPI and Average Earnings for Britain, 1209 to Present (New Series)". MeasuringWorth. مؤرشف من الأصل في 2017-12-17. اطلع عليه بتاريخ 2017-11-13.
- Waldren، Mike (2015). "The Tottenham Outrage" (PDF). Police Firearms Officers Association. مؤرشف من الأصل (pdf) في 2016-03-17. اطلع عليه بتاريخ 2016-01-30.

### قراءة موسعة
- Barton، Geoffrey (2017). The Tottenham Outrage and Walthamstow Tram Chase: The Most Spectacular Hot Pursuit in History. Waterside Press. ISBN:978-1-909976-40-5. مؤرشف من الأصل في 2020-04-16.
- Harris، Janet (2000). Outrage!: An Edwardian Tragedy. London: Wilson Harris Publications. ISBN:978-0-9539641-0-9. مؤرشف من الأصل في 2020-04-15.
- Waddell، Bill (1993). The Black Museum: New Scotland Yard. London: Little, Brown and Company. ISBN:978-0-751-51033-1.